# Geir Børresen
Geir Børresen, född 16 november 1942, död 25 juli 2022, var en norsk sångare och skådespelare.
Børresen debuterade som skådespelare 1968, i rollen som Leander i en uppsättning av, Den Stundesløse på Nationaltheatret i Oslo.
Børresen är mest känd för sina Smurf album och för sin medverkan i ett flertal barnprogram, däribland som Max Mekker i den norska versionen av Sesame Street. Børresens Smurf album blev en av de bäst sålda LP skivorna i Norge, och skivorna såldes totalt i cirka 400 000 exemplar.
Børresen kan också höras som den norska rösten till Trigger i Robin Hood, BomBom och Piggsvinnet i Micke och Molle, och som Ferdinand i Tom & Jerry Gör Stan Osäker.

## Diskografi (urval)[12][8]
- 1978: I Smurfeland
- 1979: Sommer i Smurfeland
- 1979. Alle Gode Ting er Smurf
- 1981: Eddi
- 1982: Ikke Propp I Din Kropp
- 1993: Smurfenes Beste (Samlingsalbum)

## Filmografi (urval)[13][10]
- 1967: Liv
- 1970: Skjemtegauken
- 1972: Marikens Bryllup
- 1973: To fluer i ett smekk
- 1974: Bobbys Krig
- 1974: Robin Hood (Norsk röst)
- 1982: Tre-Fire-Fem
- 1983: Micke & Molle (Norsk röst)
- 1986: Theodors Julekalender
- 1988: Blücher
- 1991: Sesam Stasjon
- 1998: Venner og fiender
- 2001: Nissene på Låven
- 2010: Himmelblå
- 2019: Thorbjørn